# 白马河 (甸溪河)
白马河，位于中国云南省东部，是甸溪河右岸支流，上游称矣维河，发源于师宗县雄壁镇南部大堵杂村，西南流经陆良县召夸镇后，成为石林彝族自治县和泸西县界河，侧段界河以石林县圭山镇东南的暗河出口为界，上游称汪家河，下游称普拉河。普拉河西南流入弥勒市，在弥勒市境内称“白马河”。白马河经弥勒县雨补水库后，西南流至弥勒市区弥阳镇北丫普龙村以西入甸溪河。全长74.9公里，落差695米，流域面积445.3平方公里。